# المكلاة (عفيف)
المكلاة، هي قرية من فئة (ب) تقع في محافظة عفيف، والتابعة لمنطقة الرياض في السعودية. وتبعد المكلاة عن محافظة عفيف بمسافة تقارب (80) كم.